# Pratt & Whitney/Allison 578-DX
Le Pratt & Whitney/Allison 578-DX était un moteur d'avion expérimental, un hybride entre un turbofan et un turbopropulseur désigné « Propfan ».

## Généralités
Le 578-DX fut développé à la suite d'un accord commun entre les deux constructeurs américains Pratt & Whitney et Allison Engine Company. Contrairement à son concurrent direct, le GE36 de General Electric Aircraft Engines, le 578-DX était plutôt assez conventionnel, disposant d'une boîte à engrenages réducteurs entre la turbine basse-pression des pales de la soufflante non-carénée. 
Toutefois, les inquiétudes en raison de niveau sonore élevé en fonctionnement, en plus d'un prix du carburant en forte baisse à ce moment-là, menèrent à un arrêt de ce programme de développement financé par la NASA. Le moteur eut tout de même le temps d'effectuer ses premiers essais au sol en 1986 et de prendre l'air accroché à un MD-80 modifié en 1989, alors doté de soufflantes de 3,54 m de diamètre.
Le moteur était constitué d'un cœur pris sur l'Allison modèle 571 (un turbomoteur pour les applications industrielles et marines) et le boîtier d'engrenages fut conçu par Allison. Le dessin des pales des deux soufflantes contrarotatives fut confié à Hamilton Standard. Chacune était dotée de 6 pales, l'étage avant tournant dans le sens anti-horaire et l'étage arrière tournant dans le sens horaire.